# Svi kraljevi ljudi
Svi kraljevi ljudi (eng. All the King's Men) je američka drama iz 1949. godine snimljena prema istoimenom nagrađivanom romanu autora Roberta Penna Warrena. Režirao ju je Robert Rossen, a glavnu ulogu tumači Broderick Crawford u ulozi guvernera Willieja Starka.

## Radnja
Radnja filma Svi kraljevi ljudi fokusirana je na prikaz uspona političara Willieja Starka (Broderick Crawford) koji iz ruralnog područja postaje guverner države. U početku studira pravo kako bi postao odvjetnik i na taj se način u obrazovnom smislu uzdigao od ostalih ljudi te u isto vrijeme postaje sve više i više popularan. Nakon toga odlučuje se baviti politikom. Međutim na tom putu gubi nevinost i postaje korumpiran baš poput političara protiv kojih se ranije borio. 
Glavna okosnica priče zapravo predstavlja maskiranu verziju uspona i atentata na pravog guvernera države Louisiane 30-tih godina prošlog stoljeća, Hueyja Longa. Film također prikazuje i seriju kompleksnih odnosa između prijatelja novinara, njegove djevojke (koja započinje aferu sa Starkom), njezinog brata (vrhunskog kirurga) i njezinog ujaka (vrhunskog suca kojeg Stark imenuje državnim odvjetnikom, ali koji ubrzo daje ostavku). 
Nakon prometne nesreće koju je izazvao njegov sin, a u kojoj je poginula mlada djevojka, Starkov svijet se počinje rušiti i on otkriva da se ne mogu potkupiti baš svi.
Gledatelj cijelu priču prati kroz naraciju novinara Jacka Burdena koji se divi Starku, čak i nakon što ovaj započne sa stvarima s kojima se Burden ne slaže. Starkova asistentica kampanje Sadie (Mercedes McCambridge) očigledno je zaljubljena u Starka i traži od njega da napusti svoju ženu Lucy. U međuvremenu Stark zavodi mnoge žene, uključujući i Jackovu vlastitu djevojku Anne Stanton.
Nakon što Starkova reputacija dođe u pitanje zbog suca Stantona (Anneinog oca), Stark će na sve načine pokušati ocrniti samog suca. Nakon što to napokon i uspije, sudac počini samoubojstvo. Premda mu Anne oprašta, njezin brat - kirurg koji je pomogao spasiti Starkovog sina nakon prometne nesreće - to nikako ne može učiniti. Na kraju filma doktor ubija Starka, a doktora ubija Sugar Boy, Starkov asistent. 

## Glumačka postava
- Broderick Crawford — Willie Stark
- John Ireland — Jack Burden
- Joanne Dru — Anne Stanton
- John Derek — Tom Stark
- Mercedes McCambridge — Sadie Burke
- Shepperd Strudwick — Adam Stanton
- Ralph Dumke — Tiny Duffy
- Anne Seymour — gđa Lucy Stark
- Katherine Warren — gđa Burden (kao Katharine Warren)
- Raymond Greenleaf — Sudac Monte Stanton
- Walter Burke — Sugar Boy
- Will Wright — Dolph Pillsbury
- Grandon Rhodes — Floyd McEvoy

## Produkcija
Redatelj Rossen je prvo ponudio glavnu ulogu Johnu Wayneu koji je predloženi scenarij smatrao nepatriotskim i odbio igrati ulogu. Crawford, koji je naposljetku prihvatio ulogu, osvojio je prestižnu filmsku nagradu Oscar u kategoriji najboljeg glumca 1949. godine pobijedivši upravo Waynea koji je tada bio nominiran za ulogu u filmu Pijesak Iwo Jime. 
Film je sniman na raznim lokacijama u Kaliforniji s lokalnim stanovnicima što do tada nije bila uobičajena praksa za Hollywood.

## Nagrade i nominacije

### Oscar
Svi kraljevi ljudi bio je 36. po redu film koji je dobio 6 ili više nominacija za nagradu Oscar. 
Osvojio je 3 nagrade.
- Najbolji film
- Najbolji glavni glumac (Broderick Crawford)
- Najbolja sporedna glumica (Mercedes McCambridge)
- Najbolji redatelj (Robert Rossen)
- Najbolji adaptirani scenarij (Robert Rossen)
- Najbolji sporedni glumac (John Ireland)
- Najbolja montaža (Robert Parrish i Al Clark)

2001. godine film je proglašen "kulturno značajnim" i izabran za očuvanje u Nacionalnom filmskom registru. Do danas to je posljednji film koji je osvojio nagradu Oscar u kategoriji najboljeg filma godine, a da je snimljen prema romanu koji je nagrađen Pulitzerom. 

### Zlatni globus
Film Svi kraljevi ljudi nominiran je u 7 kategorija za nagradu Zlatni globus, a osvojio ih je 5:
- Najbolji film (drama)
- Najbolji redatelj - Robert Rossen
- Najbolji glumac (drama) - Broderick Crawford
- Najbolja sporedna glumica - Mercedes McCambridge
- Zlatni globus za najveću filmsku nadu - Mercedes McCambridge
- Zlatni globus za najbolju crno-bijelu kameru - Burnett Guffey
- Najbolja originalna glazba - George Duning

## Vanjske poveznice
- Svi kraljevi ljudi u internetskoj bazi filmova IMDb-a